# Liste der Baudenkmäler in Reisbach
Auf dieser Seite sind die Baudenkmäler in dem niederbayerischen Markt Reisbach zusammengestellt. Diese Tabelle ist eine Teilliste der Liste der Baudenkmäler in Bayern. Grundlage ist die Bayerische Denkmalliste, die auf Basis des Bayerischen Denkmalschutzgesetzes vom 1. Oktober 1973 erstmals erstellt wurde und seither durch das Bayerische Landesamt für Denkmalpflege geführt wird. Die folgenden Angaben ersetzen nicht die rechtsverbindliche Auskunft der Denkmalschutzbehörde.

## Ensembles

### Ensemble Marktplatz

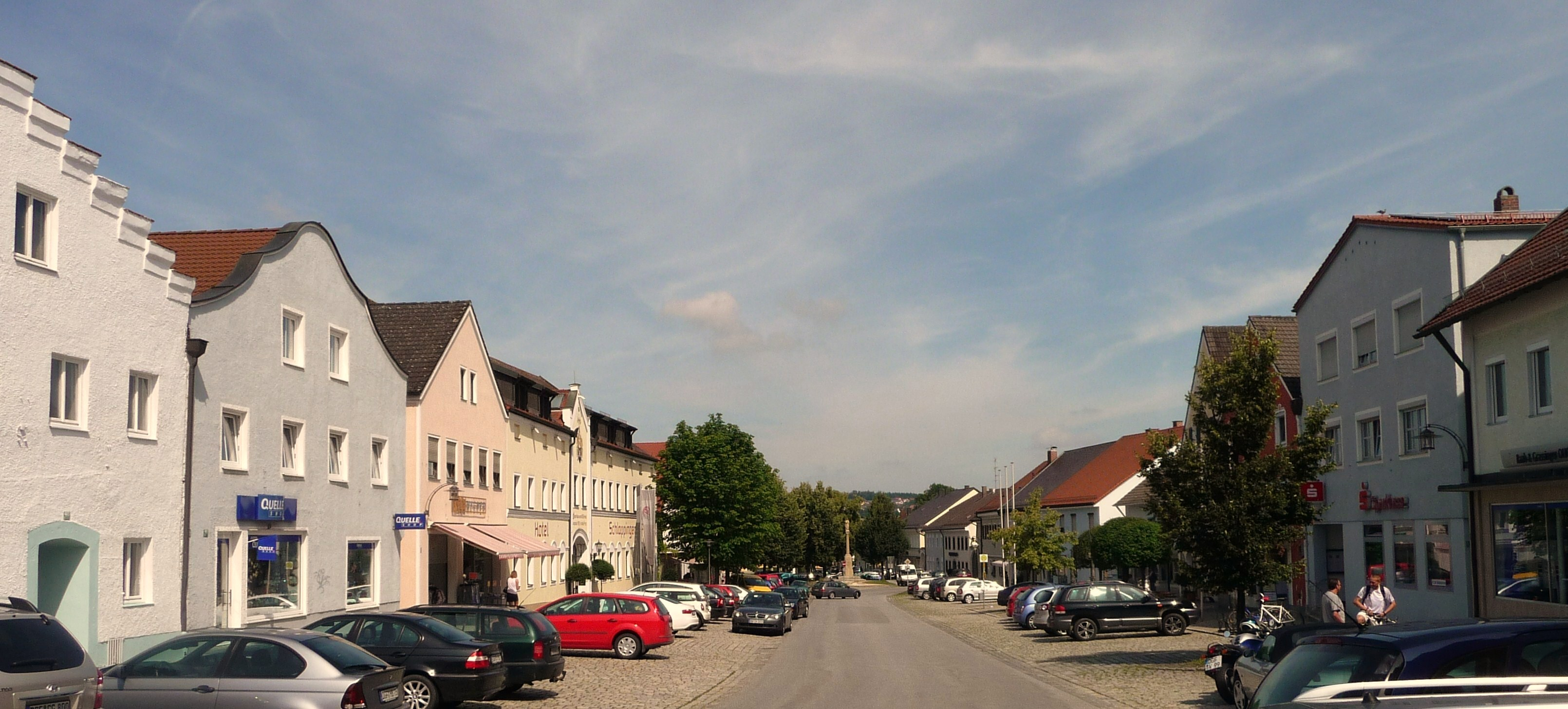

An der südlichen, zum Fluss sanft abfallenden Hangseite des Vilstales liegt in ungewöhnlicher Längenerstreckung der Marktplatz, den die Straße Frontenhausen–Dingolfing durchzieht und an dessen Ostflanke die Straße nach Vilshofen hinausführt. Eine Befestigung des 760 erstmals erwähnten und 1445 mit Marktrecht ausgestatteten Ortes wurde begonnen aber nicht vollendet. Die südliche und nördliche Stirnseite des Platzes besetzen zwei Kirchen, die gotische Pfarrkirche mit dem Turmunterbau des 12./13. Jahrhunderts und die im Kern ebenfalls gotische Salvatorkirche, deren 1739 stuckierte Südflanke ein zierliches Gegenstück zur festungsartigen Wucht der höherstehenden Pfarrkirche darstellt. Nach Ortsbränden 1659, 1719 und 1746 hat das letzte Feuer 1835 insbesondere die Giebelhäuser nördlich der Einmündung der Landauer Straße in Mitleidenschaft gezogen. Sie wurden überwiegend als Traufseithäuser, an der östlichen Platzseite auch mit Halb- und Vollwalm wiedererrichtet. Der weitgehend geschlossenen Häuserzeile auf der Westseite stehen im Osten zu Gruppen gefasste oder einzeln angeordnete Häuser gegenüber, die von Torbogenmauern verbunden werden. Die Häuser im südlichen Platzabschnitt orientieren sich in der Fassadengestaltung mit Treppengiebeln an der Pfarrkirche. Aktennummer: E-2-79-134-1.

## Baudenkmäler nach Ortsteilen

### Reisbach
| Lage                                     | Objekt                                    | Beschreibung | Akten-Nr.     | Bild                                     |
| ---------------------------------------- | ----------------------------------------- | --- | ------------- | ---------------------------------------- |
| Freiherr-von-Schleich-Platz 6 (Standort) | Gasthof                                   | zweigeschossiger Traufseitbau mit drei Zwerchgiebeln, Tordurchfahrt und Putzgliederung, zweite Hälfte 19. Jahrhundert | D-2-79-134-7  | Gasthof                                  |
| Hofberg 10 (Standort)                    | Wohnhaus                                  | zweigeschossiger Walmdachbau mit Putzgliederung, frühes 19. Jahrhundert, im Kern wohl älter | D-2-79-134-9  | Wohnhaus                                 |
| Kirchplatz 1 (Standort)                  | Bildstock-Kapelle mit Christus im Kerker  | 18. Jahrhundert; am Mesnerhaus | D-2-79-134-12 | Bildstock-Kapelle mit Christus im Kerker |
| Kirchplatz 1 (Standort)                  | Katholische Pfarrkirche St. Michael       | basilikaler Bau mit Westturm und Treppengiebel, Sakristei- und Taufkapellenanbau, 14./15. Jahrhundert, Chor spätgotisch, eingelassene Grabtafeln ab 16. Jahrhundert; mit Ausstattung; Kirchhofpodest mit steinernem Maßwerk-Geländer, 1868; Kruzifix mit Kriegergedächtnis; Lourdes-Grotte, Anfang 20. Jahrhundert | D-2-79-134-11 | weitere Bilder                           |
| Landauer Straße 18 (Standort)            | Ehemaliges Jagdschlösschen                | jetzt Rathaus, zweigeschossiger Massivbau mit Halbwalmdach und Putzgliederung, Turmaufbau über Tuffsteinrisalit, neubarock, erstes Viertel 20. Jahrhundert | D-2-79-134-13 | weitere Bilder                           |
| Marktplatz (Standort)                    | Mariensäule                               | Steinsäule mit Marienstatue und Reliefs verdienter Reisbacher Bürger, bezeichnet 1845 | D-2-79-134-23 | Mariensäule                              |
| Marktplatz (Standort)                    | Kriegerdenkmal mit Löwenfigur             | bezeichnet 1914 | D-2-79-134-24 | Kriegerdenkmal mit Löwenfigur            |
| Marktplatz 2 (Standort)                  | Katholische Wallfahrtskirche St. Salvator | Saalkirche mit eingezogenem Chor und Dachreiter, im Kern gotische Anlage, spätbarocke Umgestaltung durch Johann Paul Wagner 1739, Turmkuppel 1735; mit Ausstattung | D-2-79-134-14 | weitere Bilder                           |
| Marktplatz 18 (Standort)                 | Wohnhaus                                  | zweigeschossiger Traufseitbau mit Satteldach und Putzgliederung, erste Hälfte 19. Jahrhundert | D-2-79-134-15 | BW                                       |
| Marktplatz 25 (Standort)                 | Wohnhaus                                  | zweigeschossiger Traufseitbau mit Halbwalmdach, im Kern spätgotisch | D-2-79-134-17 | BW                                       |
| Marktplatz 35 (Standort)                 | Wohn- und Geschäftshaus                   | zweigeschossiger Traufseitbau mit Satteldach, im Kern spätgotisch, ehemals bezeichnet 1559 | D-2-79-134-18 | BW                                       |
| Marktplatz 40, 42 (Standort)             | Gasthof                                   | zweieinhalbgeschossiger Traufseitbau mit Giebel über ehemaliger Toreinfahrt, im Kern 1693, Mitte 19. Jahrhundert mit ehemaligem Landrichterhaus (Marktplatz 42), im Kern 15./16. Jahrhundert, zu einer gemeinsamen Fassade zusammengefügt, jetzt bauliche Einheit                                                  | D-2-79-134-19 | BW                                       |
| Marktplatz 48 (Standort)                 | Ehemaliges Gasthaus                       | zweigeschossiger Satteldachbau mit Staffelgiebel und schräger Mauerabstützung, im Kern 15./16. Jahrhundert, Überformungen im 19. Jahrhundert | D-2-79-134-21 | BW                                       |
| Neumühlstraße 2 (Standort)               | Ehemaliges Benefiziatenhaus               | zweigeschossiger Traufseitbau mit Strebepfeiler im Erdgeschoss, im Kern 16. Jahrhundert; angebaut an die Salvatorkirche | D-2-79-134-25 | BW                                       |
| Wolfsindisweg 19 (Standort)              | Wallfahrtskapelle St. Wolfsindis          | klassizistischer Bau mit Dreiecksgiebel und Dachreiter, bezeichnet 1816; mit Ausstattung | D-2-79-134-26 | Wallfahrtskapelle St. Wolfsindis         |

### Altersberg
| Lage                     | Objekt                                 | Beschreibung | Akten-Nr.     | Bild                                   |
| ------------------------ | -------------------------------------- | --- | ------------- | -------------------------------------- |
| Altersberg 9 (Standort)  | Katholische Filialkirche St. Margareta | spätgotische Saalkirche mit eingezogenem Chor und Nordturm, Ende 15. Jahrhundert; Ausstattung                                                               | D-2-79-134-27 | Katholische Filialkirche St. Margareta |
| Altersberg 10 (Standort) | Bauernhaus                             | zweigeschossiger Satteldachbau mit Traufschrot, teilweise verschalter Blockbau, 18./19. Jahrhundert, Dach später; Ständerriegel-Stadel, 18./19. Jahrhundert | D-2-79-134-28 | BW                                     |

### Anterskofen
| Lage                     | Objekt     | Beschreibung                                                                                   | Akten-Nr.     | Bild |
| ------------------------ | ---------- | ---------------------------------------------------------------------------------------------- | ------------- | ---- |
| Anterskofen 1 (Standort) | Bauernhaus | Satteldachbau mit Blockbau-Obergeschoss, Ende 18. Jahrhundert, Dach später.                    | D-2-79-134-30 | BW   |
| Anterskofen 3 (Standort) | Bauernhaus | Satteldachbau mit Blockbau-Obergeschoss, Blockbaugiebel und Traufschrot, Mitte 18. Jahrhundert | D-2-79-134-31 | BW   |
| Anterskofen 7 (Standort) | Stadel     | Flachsatteldachbau mit Blockbau-Obergeschoss, Ende 18. Jahrhundert                             | D-2-79-134-32 | BW   |

### Atzmannsberg
| Lage                       | Objekt  | Beschreibung                                  | Akten-Nr.     | Bild |
| -------------------------- | ------- | --------------------------------------------- | ------------- | ---- |
| In Atzmannsberg (Standort) | Kapelle | neugotischer Bau, um 1870/80; mit Ausstattung | D-2-79-134-33 | BW   |

### Bentlohn
| Lage                  | Objekt     | Beschreibung                                                                                          | Akten-Nr.     | Bild |
| --------------------- | ---------- | --- | ------------- | ---- |
| Bentlohn 5 (Standort) | Bauernhaus | zweigeschossiger Satteldachbau mit Kniestock, Blockbaugiebel und Hochlaube, 2. Hälfte 18. Jahrhundert | D-2-79-134-35 | BW   |

### Edenthal
| Lage                  | Objekt          | Beschreibung                                                                            | Akten-Nr.     | Bild |
| --------------------- | --------------- | --------------------------------------------------------------------------------------- | ------------- | ---- |
| Edenthal 1 (Standort) | Kleinbauernhaus | Wohnstallhaus mit Blockbau-Obergeschoss, Hochlaube und Traufschrot, 18./19. Jahrhundert | D-2-79-134-39 | BW   |
| Edenthal 5 (Standort) | Kleinbauernhaus | Satteldachbau mit Blockbau-Obergeschoss und Traufschrot, 18./19. Jahrhundert            | D-2-79-134-40 | BW   |
| Edenthal 8 (Standort) | Straßenkapelle  | weiß getünchter Backsteinbau, neugotisch, bezeichnet 1881.                              | D-2-79-134-42 | BW   |

### Elsberg
| Lage                  | Objekt                                  | Beschreibung                                                                       | Akten-Nr.     | Bild |
| --------------------- | --------------------------------------- | ---------------------------------------------------------------------------------- | ------------- | ---- |
| In Elsberg (Standort) | Katholische Filialkirche St. Laurentius | Saalkirche mit Südturm, im Kern 15. Jahrhundert, 1667/68 erneuert; mit Ausstattung | D-2-79-134-43 | BW   |

### Englmannsberg
| Lage                              | Objekt                                                  | Beschreibung | Akten-Nr.     | Bild                                  |
| --------------------------------- | ------------------------------------------------------- | --- | ------------- | ------------------------------------- |
| Dingolfinger Straße 82 (Standort) | Vierseithof                                             | Backsteinbauten, zum Teil weiß geschlämmt, um 1840; nördlich Gasthaus, zweigeschossiger Satteldachbau, Erdgeschoss mit Rustizierung; östlich Wirtschaftstrakt mit Blendbogenfenstern, Fassadengliederung und Tordurchfahrten; südlich zweigeschossiger Wirtschaftstrakt mit Durchfahrt; westlich zweigeschossiger Wirtschaftstrakt. | D-2-79-134-44 | BW                                    |
| Dingolfinger Straße 83 (Standort) | Pfarrhof                                                | ehemaliges Pfarrhaus, zweigeschossiger Blockbau mit Flachsatteldach, Westteil gemauert, 17./18. Jahrhundert; ehem. Pfarrstadel, mit Arkaden, 19. Jahrhundert | D-2-79-134-45 | BW                                    |
| Dingolfinger Straße 86 (Standort) | Katholische Pfarrkirche St. Willibald                   | Saalkirche mit eingezogenem Chor und Südturm, im Kern Anfang 12. Jahrhundert, Chor und Turm 1487, Dach 1722/23 (dendrochronologisch datiert); mit Ausstattung | D-2-79-134-47 | Katholische Pfarrkirche St. Willibald |
| Dingolfinger Straße 94 (Standort) | Ehemaliges Wohnstallhaus eines ehemaligen Vierseithofes | zweigeschossig mit Blockbau-Kniestock, Wohnteil als Blockbau mit Hochlaube, teilweise bemalt, 2. Hälfte 18. Jahrhundert; gegenüberliegend Remise mit Traidboden und Blockbau-Obergeschoss. | D-2-79-134-48 | BW                                    |
| Friedhofweg 3 (Standort)          | Bauernhaus                                              | verputzter Blockbau mit Satteldach, hohem Kniestock und traufseitiger Laube, 17./18. Jahrhundert | D-2-79-134-49 | BW                                    |
| Lindenweg 13 (Standort)           | Bauernhaus eines Dreiseithofes                          | mit Halbwalmdach und Traufschrot, bezeichnet 1842; östlich Wirtschaftsbau, mit Blockbau-Obergeschoss und Satteldach, 18. Jahrhundert | D-2-79-134-50 | BW                                    |

### Erlach
| Lage                | Objekt                      | Beschreibung | Akten-Nr.     | Bild |
| ------------------- | --------------------------- | --- | ------------- | ---- |
| Erlach 1 (Standort) | Stockhaus des Vierseithofes | mit Blockbau-Obergeschoss und zwei Giebelschroten, Mitte 18. Jahrhundert; Parallelstadel in Blockbau, 1. Hälfte 19. Jahrhundert | D-2-79-134-51 | BW   |

### Failnbach
| Lage                    | Objekt                            | Beschreibung | Akten-Nr.     | Bild                              |
| ----------------------- | --------------------------------- | --- | ------------- | --------------------------------- |
| Failnbach 2 (Standort)  | Ehemaliges Bauernhaus             | Satteldachbau mit Blockbau-Obergeschoss und Hochlaube, Ende 18. Jahrhundert; Stadel, mit Riegel-Bundwerkwänden, Ende 18. Jahrhundert    | D-2-79-134-52 | BW                                |
| Failnbach 8 (Standort)  | Kapelle                           | kleiner Bau mit vorstehendem Satteldach, Mitte 19. Jahrhundert; mit Ausstattung                                                         | D-2-79-134-56 | BW                                |
| Failnbach 11 (Standort) | Katholische Pfarrkirche St. Georg | Saalkirche mit Westturm und geradem Chorschluss, im Kern romanisch und gotisch, Umgestaltungen 17. bis 19. Jahrhundert; mit Ausstattung | D-2-79-134-53 | Katholische Pfarrkirche St. Georg |

### Gablkofen
| Lage                    | Objekt     | Beschreibung                                                                             | Akten-Nr.     | Bild           |
| ----------------------- | ---------- | ---------------------------------------------------------------------------------------- | ------------- | -------------- |
| Gablkofen 10 (Standort) | Wegkapelle | Frontseite mit Lisenengliederung, 1. Hälfte 18. Jahrhundert; mit Ausstattung             | D-2-79-134-58 | weitere Bilder |
| in Gablkofen (Standort) | Kapelle    | kleiner Bau mit Satteldach, eingezogenem rechteckigen Chor und Westturm, bezeichnet 1950 | D-2-79-134-57 | weitere Bilder |

### Geigenkofen
| Lage                      | Objekt                              | Beschreibung | Akten-Nr.     | Bild                                |
| ------------------------- | ----------------------------------- | --- | ------------- | ----------------------------------- |
| Geigenkofen 6 (Standort)  | Bauernhaus                          | Satteldachbau mit zum Teil verschaltem Blockbau-Obergeschoss, Traufschrot und Traidboden, 18./19. Jahrhundert          | D-2-79-134-60 | BW                                  |
| Geigenkofen 7 (Standort)  | Ehemaliges Mesnerhaus               | Satteldachbau mit Blockbau-Obergeschoss, Traufschrot und reicher Holzbemalung, zweite Hälfte 18. Jahrhundert           | D-2-79-134-61 | BW                                  |
| Geigenkofen 10 (Standort) | Katholische Filialkirche St. Martin | 15. Jahrhundert, kleine Saalkirche mit Dachreiter und Sakristeianbau, im 18. Jahrhundert barockisiert; mit Ausstattung | D-2-79-134-62 | Katholische Filialkirche St. Martin |
| In Geigenkofen (Standort) | Wohnstallhaus                       | Satteldachbau mit Blockbau-Obergeschoss, zum Teil verschalt und verputzt, 18. Jahrhundert                              | D-2-79-134-59 | BW                                  |

### Gigersreuth
| Lage                     | Objekt         | Beschreibung                                                            | Akten-Nr.     | Bild |
| ------------------------ | -------------- | ----------------------------------------------------------------------- | ------------- | ---- |
| Gigersreuth 3 (Standort) | Straßenkapelle | kleiner Satteldachbau, drittes Viertel 19. Jahrhundert; mit Ausstattung | D-2-79-134-63 | BW   |

### Griesbach
| Lage                            | Objekt                            | Beschreibung | Akten-Nr.      | Bild           |
| ------------------------------- | --------------------------------- | --- | -------------- | -------------- |
| Alter Bahnhof 1 (Standort)      | Ehemaliger Bahnhof von Griesbach  | eineinhalbgeschossiger mehrgliedriger Blankziegelbau auf Granitsockel mit Satteldächern, 1875.                                                                                            | D-2-79-134-146 | BW             |
| Kirchweg 13 (Standort)          | Katholische Pfarrkirche St. Georg | Basilika mit eingezogenem Rechteckchor und Südturm, Chor und Turmuntergeschoss 12. Jahrhundert, Mittelschiff 15. Jahrhundert, Seitenschiffe 17./18. Jahrhundert und 1832; mit Ausstattung | D-2-79-134-64  | weitere Bilder |
| Mamminger Straße 29 (Standort)  | Bauernhaus                        | Flachsatteldachbau mit Blockbau-Obergeschoss, Hochlaube und Traufschrot, zweite Hälfte 18. Jahrhundert                                                                                    | D-2-79-134-65  | BW             |
| Reisbacher Straße 13 (Standort) | Kapelle                           | weiß getünchter Backsteinbau mit hölzernem Dachreiter und eingezogenem Chor, 1937 | D-2-79-134-66  | Kapelle        |

### Haberskirchen
| Lage                        | Objekt                                 | Beschreibung | Akten-Nr.     | Bild                                   |
| --------------------------- | -------------------------------------- | --- | ------------- | -------------------------------------- |
| Am Wirtsberg 3 (Standort)   | Katholische Pfarrkirche St. Margaretha | Saalkirche mit eingezogenem Chor und Nordturm, Langhaus um 1050 begonnen, nach 1130 vollendet, 1662 verändert, Chorbau 1712, Turmoberbau 1903; mit Ausstattung | D-2-79-134-67 | Katholische Pfarrkirche St. Margaretha |
| Stieglerstraße 5 (Standort) | Ehemaliges Bauernhaus                  | firstgedrehtes Stockhaus mit verschaltem Blockbau-Obergeschoss, Scheunenteil in Bohlenbauweise, zum Teil verschalt, im Kern 18. und 19. Jahrhundert            | D-2-79-134-68 | BW                                     |

### Haingersdorf
| Lage                       | Objekt                                       | Beschreibung | Akten-Nr.     | Bild |
| -------------------------- | -------------------------------------------- | --- | ------------- | ---- |
| Haingersdorf 6 (Standort)  | Firstgedrehtes Stockhaus eines Dreiseithofes | mit Traufschrot, im Kern 2. Hälfte 18. Jahrhundert; Querstadel in Blockbau, Anfang 19. Jahrhundert                                                     | D-2-79-134-70 | BW   |
| In Haingersdorf (Standort) | Katholische Filialkirche St. Wolfgang        | frühgotische Saalkirche mit eingezogenem Chor und östlich angebautem Turm, 14. Jahrhundert, Sakristei und Turmoberbau 18. Jahrhundert; mit Ausstattung | D-2-79-134-69 | BW   |

### Hiendlsöd
| Lage                   | Objekt                                       | Beschreibung                                                         | Akten-Nr.     | Bild |
| ---------------------- | -------------------------------------------- | -------------------------------------------------------------------- | ------------- | ---- |
| Hiendlsöd 1 (Standort) | Firstgedrehtes Stockhaus eines Vierseithofes | mit Blockbau-Obergeschoss und Traufschrot, 2. Hälfte 18. Jahrhundert | D-2-79-134-73 | BW   |

### Hornach
| Lage                 | Objekt                                               | Beschreibung                                                                                          | Akten-Nr.     | Bild |
| -------------------- | ---------------------------------------------------- | --- | ------------- | ---- |
| Hornach 4 (Standort) | Ehemaliges Bauernhaus                                | Satteldachbau mit Blockbau-Obergeschoss, 2. Hälfte 18. Jahrhundert                                    | D-2-79-134-76 | BW   |
| Hornach 7 (Standort) | Bauernhaus                                           | mit Blockbau-Obergeschoss, ehemals bezeichnet 1816, Dach später                                       | D-2-79-134-78 | BW   |
| Hornach 8 (Standort) | Ehemaliges Bauernhaus eines ehemaligen Vierseithofes | Satteldachbau mit Blockbau-Obergeschoss und Traufschrot, Ende 18. Jahrhundert, Wirtschaftsteil modern | D-2-79-134-79 | BW   |

### Loitersdorf
| Lage                     | Objekt                             | Beschreibung | Akten-Nr.     | Bild |
| ------------------------ | ---------------------------------- | --- | ------------- | ---- |
| Loitersdorf 2 (Standort) | Katholische Filialkirche St. Georg | Saalkirche mit Dachreiter und eingezogenem Chor, im Kern zweite Hälfte 15. Jahrhundert, barockisiert; mit Ausstattung | D-2-79-134-81 | BW   |

### Mais
| Lage              | Objekt        | Beschreibung | Akten-Nr.     | Bild |
| ----------------- | ------------- | --- | ------------- | ---- |
| Mais 1 (Standort) | Wohnstallhaus | Flachsatteldachbau mit zwei Giebelschroten, teilweise Vollblockbau, gemauerter Stall giebelseitig, Anfang 19. Jahrhundert | D-2-79-134-82 | BW   |

### Mienbach
| Lage                        | Objekt                                | Beschreibung                                                                                            | Akten-Nr.     | Bild                                  |
| --------------------------- | ------------------------------------- | --- | ------------- | ------------------------------------- |
| Brunnenstraße 1 (Standort)  | Bauernhaus                            | zweigeschossiger massiver Satteldachbau, Giebel und Kniestock in offenem Blockbau, Ende 18. Jahrhundert | D-2-79-134-83 | BW                                    |
| Brunnenstraße 10 (Standort) | Katholische Filialkirche St. Nikolaus | spätgotischer Saalbau mit Westturm, um 1500; mit Ausstattung                                            | D-2-79-134-85 | Katholische Filialkirche St. Nikolaus |

### Mühlen
| Lage                | Objekt               | Beschreibung                                                                                            | Akten-Nr.     | Bild |
| ------------------- | -------------------- | --- | ------------- | ---- |
| Mühlen 1 (Standort) | Riegelbundwerkstadel | erste Hälfte 19. Jahrhundert; westlich Blockbaustadel, Erdgeschoss massiv, erste Hälfte 19. Jahrhundert | D-2-79-134-86 | BW   |

### Nackenberg
| Lage                      | Objekt     | Beschreibung                                                            | Akten-Nr.     | Bild |
| ------------------------- | ---------- | ----------------------------------------------------------------------- | ------------- | ---- |
| Reisecker Feld (Standort) | Wegkapelle | mit weitem Dachüberstand, erste Hälfte 19. Jahrhundert; mit Ausstattung | D-2-79-134-87 | BW   |

### Niederhausen
| Lage                      | Objekt                              | Beschreibung | Akten-Nr.     | Bild                                |
| ------------------------- | ----------------------------------- | --- | ------------- | ----------------------------------- |
| Bachstraße 5 (Standort)   | Ehemaliges Kleinbauernhaus          | Satteldachbau mit umlaufendem Schrot, zum Teil Vollblockbau, Ende 18. Jahrhundert, Dach später, Wirtschaftsteil modern | D-2-79-134-90 | BW                                  |
| Hauptstraße 28 (Standort) | Hofanlage                           | dreiseitig, um 1850; westlich Wohnstallhaus, zweigeschossiger Flachsatteldachbau, Fassade mit Stuckrahmen und Heiligenbildern; östlich Inhaus, zweigeschossiger Flachsatteldachbau, Fassade mit Stuckrahmen und Heiligenbildern; straßenseitig Hofmauer mit Hoftor; südlich Ständerbohlenstadel, teilweise neu ausgemauert. | D-2-79-134-92 | BW                                  |
| Hauptstraße 36 (Standort) | Katholische Pfarrkirche St. Stephan | Saalkirche mit eingezogenem Chor und Südturm, Chor und Turm spätgotisch, Langhaus neugotisch, 1904; mit Ausstattung | D-2-79-134-89 | Katholische Pfarrkirche St. Stephan |

### Niederreisbach
| Lage                         | Objekt     | Beschreibung                        | Akten-Nr.     | Bild       |
| ---------------------------- | ---------- | ----------------------------------- | ------------- | ---------- |
| In Niederreisbach (Standort) | Kruzifixus | 19. Jahrhundert; in Kapellenneubau. | D-2-79-134-98 | Kruzifixus |

### Obergries
| Lage                   | Objekt                   | Beschreibung | Akten-Nr.      | Bild |
| ---------------------- | ------------------------ | --- | -------------- | ---- |
| Obergries 3 (Standort) | Ehemaliges Wohnstallhaus | mit Blockbau-Obergeschoss, Giebel- und Traufschrot, 1. Hälfte 19. Jahrhundert, Dach später aufgesteilt.                  | D-2-79-134-99  | BW   |
| Obergries 4 (Standort) | Ehemaliges Wohnstallhaus | Satteldachbau mit Blockbau-Obergeschoss mit Giebel- und Traufschrot, 2. Hälfte 18. Jahrhundert, Dach später aufgesteilt. | D-2-79-134-100 | BW   |

### Oberhausen
| Lage                           | Objekt                                    | Beschreibung | Akten-Nr.      | Bild           |
| ------------------------------ | ----------------------------------------- | --- | -------------- | -------------- |
| Landauer Straße 109 (Standort) | Pfarrhaus                                 | zweigeschossiger Mansard-Halbwalmdachbau mit Putzgliederung und Barockportal, im Kern wohl Ende 17. Jahrhundert, Fenster und Dach 2. Viertel 19. Jahrhundert                                                        | D-2-79-134-102 | Pfarrhaus      |
| Landauer Straße 113 (Standort) | Katholische Pfarrkirche Mariä Himmelfahrt | Saalkirche mit eingezogenem Chor und Südturm, 2. Hälfte 15. Jahrhundert, Langhaus im Kern romanisch; mit Ausstattung; Friedhofskapelle, kleiner Saalbau mit Dachreiter und Strebepfeiler, 1. Hälfte 15. Jahrhundert | D-2-79-134-101 | weitere Bilder |

### Obermünchsdorf
| Lage                           | Objekt        | Beschreibung | Akten-Nr.      | Bild |
| ------------------------------ | ------------- | --- | -------------- | ---- |
| Landauer Straße 135 (Standort) | Wohnstallhaus | Satteldachbau mit teils verschaltem Blockbau-Obergeschoss und zwei Schroten, bezeichnet 1776; Traidkasten, Ständerbohlenbau mit Blockbau-Obergeschoss und Giebelschrot, gegen 1800, 1987 hierher versetzt von Sulzbach Nr. 5 (Fl.Nr. 531), Gemeinde Falkenberg, Landkreis Rottal-Inn. | D-2-79-134-103 | BW   |

### Oberndorf
| Lage                   | Objekt      | Beschreibung | Akten-Nr.      | Bild |
| ---------------------- | ----------- | --- | -------------- | ---- |
| Oberndorf 4 (Standort) | Dreiseithof | Querstockhaus, mit flach geneigtem Satteldach, Blockbau-Obergeschoss und durchgehendem Traufschrot, bezeichnet 1831, im Kern älter; Stallstadel, zweitennig, mit Ziegel- und Blockbauwänden, zeitgleich, vergrößert und erweitert in der 2. Hälfte des 19. Jahrhunderts; Remise, mit Getreidekasten, 2. Hälfte 19. Jahrhundert; Backhaus, Satteldachbau, 1. Viertel 20. Jahrhundert | D-2-79-134-105 | BW   |

### Oberstuben
| Lage                    | Objekt                  | Beschreibung               | Akten-Nr.      | Bild |
| ----------------------- | ----------------------- | -------------------------- | -------------- | ---- |
| Oberstuben 1 (Standort) | Blockbau-Bundwerkstadel | 1. Viertel 19. Jahrhundert | D-2-79-134-106 | BW   |

### Perastorf
| Lage                   | Objekt                | Beschreibung | Akten-Nr.      | Bild |
| ---------------------- | --------------------- | --- | -------------- | ---- |
| Perastorf 8 (Standort) | Ehemaliges Bauernhaus | zweigeschossiger Blockbau mit Trauf- und Giebelschrot, im Kern 2. Hälfte 18. Jahrhundert, Wirtschaftsteil erneuert; Querstadel, mit Blockbau-Obergeschoss, 18./19. Jahrhundert | D-2-79-134-108 | BW   |

### Reisach
| Lage                   | Objekt     | Beschreibung                                   | Akten-Nr.      | Bild |
| ---------------------- | ---------- | ---------------------------------------------- | -------------- | ---- |
| Schelmacker (Standort) | Wegkapelle | neugotischer Bau, um 1850/60; mit Ausstattung. | D-2-79-134-109 | BW   |

### Reith
| Lage                         | Objekt                               | Beschreibung                                                                                              | Akten-Nr.      | Bild                                 |
| ---------------------------- | ------------------------------------ | --- | -------------- | ------------------------------------ |
| Stephaniweg 7 (Standort)     | Katholische Filialkirche St. Stephan | Saalkirche mit Westturm und Sakristei, spätgotisch, 15. Jahrhundert; mit Ausstattung                      | D-2-79-134-110 | Katholische Filialkirche St. Stephan |
| Zum Nackenberg 6 (Standort)  | Bauernhaus eines Dreiseithofes       | Satteldachbau mit Blockbau-Obergeschoss und Traidboden, Anfang 19. Jahrhundert                            | D-2-79-134-111 | BW                                   |
| Zum Nackenberg 10 (Standort) | Ehemaliges Kleinbauernhaus           | Flachsatteldachbau mit teils verschaltem Blockbau-Obergeschoss und Giebeltenne, 1. Hälfte 19. Jahrhundert | D-2-79-134-112 | BW                                   |

### Schornberg
| Lage                    | Objekt                   | Beschreibung                                                                                     | Akten-Nr.      | Bild |
| ----------------------- | ------------------------ | ------------------------------------------------------------------------------------------------ | -------------- | ---- |
| Schornberg 5 (Standort) | Firstgedrehtes Stockhaus | mit Blockbau-Obergeschoss und Traufschrot, im Kern 18. Jahrhundert                               | D-2-79-134-117 | BW   |
| Schornberg 7 (Standort) | Bauernhaus               | eingeschossiger Flachsatteldachbau mit Blockbau-Giebel und giebelseitigem Stall, 19. Jahrhundert | D-2-79-134-118 | BW   |

### Siegersbach
| Lage                     | Objekt                | Beschreibung | Akten-Nr.      | Bild |
| ------------------------ | --------------------- | --- | -------------- | ---- |
| Siegersbach 4 (Standort) | Ehemaliges Bauernhaus | firstgedrehtes Stockhaus mit Blockbau-Obergeschoss und Traufschrot, im Kern 18./19. Jahrhundert; Stallteil erneuert. | D-2-79-134-120 | BW   |

### Sommershausen
| Lage                       | Objekt               | Beschreibung | Akten-Nr.      | Bild |
| -------------------------- | -------------------- | --- | -------------- | ---- |
| Sommershausen 5 (Standort) | Ehemaliges Stockhaus | eingeschossiger Flachsatteldachbau mit Blockbaugiebel und Schrot, Mitte 18. Jahrhundert, traufseitiger Stadelanbau, später. | D-2-79-134-121 | BW   |

### Thannenmais
| Lage                           | Objekt                     | Beschreibung                                                                                        | Akten-Nr.      | Bild |
| ------------------------------ | -------------------------- | --------------------------------------------------------------------------------------------------- | -------------- | ---- |
| Thannenmais-Dobl 9 (Standort)  | Hakenhof                   | Wohnteil mit Blockbau-Obergeschoss, Anfang 19. Jahrhundert, Dach später, nördlicher Trakt erneuert. | D-2-79-134-126 | BW   |
| Thannenmais-Höfen 7 (Standort) | Ehemaliges Kleinbauernhaus | Satteldachbau mit Blockbau-Obergeschoss und Traufschrot, Anfang 19. Jahrhundert                     | D-2-79-134-129 | BW   |

### Untergries
| Lage                    | Objekt                | Beschreibung | Akten-Nr.      | Bild |
| ----------------------- | --------------------- | --- | -------------- | ---- |
| Untergries 3 (Standort) | Ehemaliges Bauernhaus | Satteldachbau mit Blockbau-Obergeschoss und Traufschrot, 1. Hälfte 19. Jahrhundert, Dach später, Wirtschaftsteil erneuert. | D-2-79-134-132 | BW   |

### Untergünzkofen
| Lage                         | Objekt                                | Beschreibung | Akten-Nr.      | Bild |
| ---------------------------- | ------------------------------------- | --- | -------------- | ---- |
| Untergünzkofen 19 (Standort) | Katholische Filialkirche St. Wolfgang | Saalkirche mit eingezogenem quadratischem Chor und Ostturm, im Kern gotischer Bau, barockisiert; mit Ausstattung | D-2-79-134-136 | BW   |
| Untergünzkofen 21 (Standort) | Ehemaliges Bauernhaus                 | Satteldachbau mit Blockbau-Obergeschoss, Hochlaube und zweiseitig umlaufendem Schrot, 17./18. Jahrhundert        | D-2-79-134-137 | BW   |

### Unterkenading
| Lage                        | Objekt                         | Beschreibung                                                                                          | Akten-Nr.      | Bild |
| --------------------------- | ------------------------------ | --- | -------------- | ---- |
| Unterkenading 14 (Standort) | Bauernhaus eines Dreiseithofes | Satteldachbau mit Blockbau-Obergeschoss, im Kern 18./19. Jahrhundert, Wirtschaftsteil erneuert.       | D-2-79-134-139 | BW   |
| Unterkenading 18 (Standort) | Ehemaliges Bauernhaus          | Satteldachbau mit Blockbau-Obergeschoss, Hochlaube und traufseitiger Laube, 2. Hälfte 18. Jahrhundert | D-2-79-134-140 | BW   |

### Vorderstetten
| Lage                       | Objekt                                       | Beschreibung | Akten-Nr.      | Bild |
| -------------------------- | -------------------------------------------- | --- | -------------- | ---- |
| Vorderstetten 1 (Standort) | Firstgedrehtes Stockhaus eines Vierseithofes | Blockbau-Obergeschoss mit Schnitzerei und Bemalung, bezeichnet 1832, im Kern älter; Blockbaustadel, gleichzeitig | D-2-79-134-142 | BW   |

## Ehemalige Baudenkmäler
In diesem Abschnitt sind Objekte aufgeführt, die früher einmal in der Denkmalliste eingetragen waren, jetzt aber nicht mehr. Objekte, die in anderem Zusammenhang also z. B. als Teil eines Baudenkmals weiter eingetragen sind, sollen hier nicht aufgeführt werden. Aktennummern in diesem Abschnitt sind ehemalige, jetzt nicht mehr gültige Aktennummern.

| Lage                                          | Objekt                      | Beschreibung | Akten-Nr.      | Bild                        |
| --------------------------------------------- | --------------------------- | --- | -------------- | --------------------------- |
| Reisbach Dingolfinger Straße 1 (Standort)     | Ehemaliges Minoritenkloster | zweigeschossiger Traufseitbau mit Vorschussgiebeln und mittlerem Zwerchgiebel, Putzgliederung in neuromanischen Formen, Mitte 19. Jahrhundert | D-2-79-134-1   | Ehemaliges Minoritenkloster |
| Brunnhäusl Brunnhäusl 1 (Standort)            | Ständerbohlen-Stadel        | 1. Hälfte 19. Jahrhundert | D-2-79-134-37  | BW                          |
| Thannenmais Hinterer Thannenmais 7 (Standort) | Hakenhof                    | Wohnteil mit Blockbau-Obergeschoss, 1. Drittel 19. Jahrhundert                                                                                | D-2-79-134-125 | BW                          |
| Untergries Untergries 6 (Standort)            | Ehemaliges Bauernhaus       | Wohnteil mit Blockbau-Obergeschoss, 1. Hälfte 19. Jahrhundert                                                                                 | D-2-79-134-134 | BW                          |

## Abgegangene Baudenkmäler
In diesem Abschnitt sind Objekte aufgeführt, die früher einmal in der Denkmalliste eingetragen waren, jetzt aber nicht mehr existieren, z. B. weil sie abgebrochen wurden. Aktennummern in diesem Abschnitt sind ehemalige, jetzt nicht mehr gültige Aktennummern.

| Lage                         | Objekt        | Beschreibung | Akten-Nr.     | Bild |
| ---------------------------- | ------------- | --- | ------------- | ---- |
| Hornach Hornach 6 (Standort) | Wohnstallhaus | Flachsatteldachbau mit verschaltem Blockbau-Obergeschoss, Traufschrot und Hochlaube, 2. Hälfte 18. und 19. Jahrhundert | D-2-79-134-77 | BW   |